# Исландски мак
Исландски мак (Papaver nudicaule) е многогодишно тревисто растение от семейство Макови.

## Разпространение
Видът е характерен за субполярните региони на Европа, Азия и Северна Америка. Широко разпространен е в Алтай, Източен Сибир, Монголия и Аляска. Расте по сухи, открити склонове и по бреговете на реките.

## Описание
Многогодишно тревисто растение достигащо на височина от 30 до 50 cm. Листата му са перести. Цветовете са оранжеви, жълти или бели с диаметър 4 - 6 cm. Цъфти от май до октомври.

## Класификация
Описани са множество подвидове и разновидности на исландския мак. Те се отличават основно по някои морфологични особености и местата на разпространение:
- Papaver nudicaule americanum
- Papaver nudicaule amurense
- Papaver nudicaule anomalum
- Papaver nudicaule calcareum
- Papaver nudicaule chinense
- Papaver nudicaule coloradense
- Papaver nudicaule fauriei
- Papaver nudicaule insulare
- Papaver nudicaule kamtschaticum
- Papaver nudicaule microcarpum
- Papaver nudicaule radicatum